# Бешеные деньги (фильм, 1981)
«Бе́шеные де́ньги» — художественный фильм, поставленный по одноимённой комедии А. Н. Островского в 1981 году.

## Сюжет
Москва середины XIX века. Провинциальный коммерсант средних лет Савва Геннадьевич Васильков влюбляется в местную красавицу Лидию Юрьевну Чебоксарову. Желая познакомиться с ней, он просит своего нового знакомого Телятева представить себя Чебоксаровым. Телятев и его приятель Глумов решают разыграть мать Лидии Надежду Антоновну, желающую заполучить богатого зятя, и рекомендовать  Василькова как золотопромышленника-миллионщика из Сибири. Савва Геннадьевич начинает посещать дом Чебоксаровых, но его провинциальность и намерение Лидии благодаря своей красоте составить блестящую партию мешают им найти общий язык.
Тем временем Надежда Антоновна получает известие от своего мужа о необходимости продать последнее имение в уплату долгов. Она обращается за помощью к пожилому князю Кучумову, тоже не равнодушному к красоте Лидии, но князь вместо денег даёт лишь обещания. Она намекает дочери, что ей нужно найти богатого мужа, и в качестве «жертвы» Лидия сначала избирает Телятева. Однако тот рассчитывает только на лёгкий флирт, но жениться не намерен. Тогда Лидия выходит замуж за влюблённого в неё Василькова.
Чебоксаровы продолжают жить на широкую ногу в кредит. Савву ждёт неприятный сюрприз — он узнаёт, что у Чебоксаровых огромный долг и что этот долг придётся платить ему. Васильков соглашается, но при условии, что Чебоксаровы перестанут жить не по средствам, сократят прислугу и переедут в более скромный дом. Лидия считает такое предложение для себя оскорбительным, но вынуждена согласиться. Переехав в маленький домик, она продолжает оказывать знаки благоволения своим прежним поклонникам — Телятеву и князю Кучумову в надежде на их финансовую поддержку. Вняв уговорам «князеньки» и его очередному обещанию дать денег, она решает оставить мужа и переехать на старую квартиру. В этот же день происходит её разрыв с мужем: Савва, возвратившись домой, видит жену, флиртующую с Кучумовым, и прогоняет её. Торжествующая Лидия, обнадёженная заверениями «князеньки», покидает убитого горем Савву.
Вернувшись в прежний роскошный особняк, Лидия ждёт обещанной помощи от Кучумова. Однако тот в который раз отделывается обещаниями. Тогда Телятев раскрывает ей глаза — своё состояние Кучумов давно уже промотал и теперь, как и Чебоксаровы, и сам Телятев, не имеет за душой ни гроша. А состояние, и при том значительное, имеет покинутый ею муж. Придя в отчаяние, Лидия Юрьевна посылает мать за Васильковым, чтобы попросить у него прощения. Савва Геннадьевич приходит, однако на предложение Лидии снова жить вместе отвечает отказом. Но, поскольку он по-прежнему любит Лидию и ему больно видеть её падение, ставит ей условие: он оплачивает за Лидию все её долги, а она за это будет определённое время нести службу ключницы в доме матери Василькова. И только по окончании «воспитательного срока» Васильков обещает взять её в Петербург. Взбалмошная красавица поначалу отвергает это предложение, но, находясь в безвыходном положении, решает встать на путь исправления.

## В ролях
- Людмила Нильская — Лидия Юрьевна Чебоксарова
- Александр Михайлов — Савва Геннадич Васильков
- Елена Соловей — Надежда Антоновна Чебоксарова
- Юрий Яковлев — Иван Петрович Телятев
- Павел Кадочников — Григорий Борисович Кучумов
- Вадим Спиридонов — Егор Дмитрич Глумов
- Леонид Куравлёв — Василий
- Александр Пятков — Андрей
- Татьяна Новицкая — горничная

## Съёмочная группа
- Автор сценария: Евгений Матвеев
- Режиссёр-постановщик: Евгений Матвеев
- Оператор-постановщик: Леонид Калашников
- Художник-постановщик: Семён Валюшок
- Художник по костюмам: Ганна Ганевская
- Композитор: Евгений Птичкин

## Дополнительная информация
- Текст песни Роберта Рождественского
- В фильме использована музыка французских композиторов Шарля Лекока, Даниэля Франсуа Эспри Обера и Адольфа Шарля Адана

## Технические данные
- Производство: Мосфильм, Четвёртое творческое объединение.
- Художественный фильм, цветной.
- Интернациональное название: Easy Money.
- Премьера в СССР: 29 марта 1982 года.
- Премьера за рубежом: ноябрь 1982 года.
- Издание на DVD:
  - Количество: 1 диск
  - Дистрибьютор: Крупный План
  - Серия: Отечественное кино XX века
  - Год выпуска: 2006
  - Звук: Mono
  - Формат изображения: Standard 4:3 (1,33:1)
  - Формат диска: DVD-5 (1 слой)
  - Региональный код: 0 (All)
  - Язык: Русский
- Издание на VHS:
  - Количество: 1 кассета
  - Дистрибьютор: Крупный План
  - Серия: Литературная классика на экране
  - Год выпуска: 1999
  - Формат: PAL
  - Звук: Mono
  - Язык: Русский